# ديناميات الطيران
ديناميات الطيران (Flight dynamics) في الطيران والمركبات الفضائية، هي دراسة أداء واستقرار ومراقبة المركبات التي تطير في الهواء أو في الفضاء الخارجي. إنه يهتم بكيفية تحديد القوى المؤثرة على المركبة سرعتها وموقفها فيما يتعلق بالوقت.
بالنسبة للطائرة ثابتة الجناحين، يتم تمثيل اتجاهها المتغير فيما يتعلق بتدفق الهواء المحلي بزاويتين حرجتين، زاوية هجوم الجناح («ألفا») وزاوية هجوم الذيل العمودي، والمعروفة باسم الانزلاق الجانبي زاوية («بيتا»). ستنشأ زاوية الانزلاق الجانبي إذا انحرفت الطائرة حول مركز جاذبيتها وإذا انزلقت جوانبها جسديًا، أي أن مركز الجاذبية يتحرك جانبياً. هذه الزوايا مهمة لأنها المصدر الرئيسي للتغييرات في القوى الديناميكية الهوائية واللحظات المطبقة على الطائرة.
تتضمن ديناميكيات تحليق المركبات الفضائية ثلاث قوى رئيسية: الدفع (محرك الصاروخ)، والجاذبية، ومقاومة الغلاف الجوي. قوة الدفع ومقاومة الغلاف الجوي لهما تأثير أقل بكثير على مركبة فضائية معينة مقارنة بقوى الجاذبية.

## الطائرات

محاور للتحكم في موقف الطائرة

ديناميات الطيران هو علم توجيه المركبات الجوية والتحكم فيها في ثلاثة أبعاد. معلمات ديناميكيات الطيران الحرجة هي زوايا الدوران فيما يتعلق بالمحاور الرئيسية للطائرة الثلاثة حول مركز جاذبيتها، والمعروفة باسم التدحرج والخطوة والانعراج.
يطور مهندسو الطائرات أنظمة تحكم لتوجيه المركبة (الموقف) حول مركز جاذبيتها. تشتمل أنظمة التحكم على مشغلات، والتي تمارس قوى في اتجاهات مختلفة، وتولد قوى دورانية أو لحظات حول مركز ثقل الطائرة، وبالتالي تقوم بتدوير الطائرة في الميل، أو التدحرج، أو الانعراج. على سبيل المثال، لحظة التأرجح هي قوة عمودية يتم تطبيقها على مسافة إلى الأمام أو الخلف من مركز ثقل الطائرة، مما يتسبب في تحريك الطائرة لأعلى أو لأسفل.
يشير الالتفاف والخطوة والانعراج، في هذا السياق، إلى الدوران حول المحاور المعنية بدءًا من حالة توازن محددة. تُعرف زاوية لفة التوازن بمستوى الأجنحة أو زاوية الضفة الصفرية، أي ما يعادل زاوية كعب المستوى على السفينة. يُعرف ياو باسم «العنوان».
تزيد أو تقلل الطائرة ذات الأجنحة الثابتة من قوة الرفع التي تولدها الأجنحة عندما تحرك أنفها لأعلى أو لأسفل عن طريق زيادة أو تقليل زاوية الهجوم (AOA). تُعرف زاوية اللف أيضًا بزاوية الانحدار في طائرة ثابتة الجناحين، والتي عادةً ما تقوم «بانحراف» بتغيير الاتجاه الأفقي للرحلة. يتم تبسيط الطائرة من المقدمة إلى الذيل لتقليل السحب مما يجعلها مفيدة للحفاظ على زاوية الانزلاق الجانبي بالقرب من الصفر، على الرغم من أن الطائرة تتعمد «الانزلاق الجانبي» عند الهبوط في هبوب رياح متقاطعة، كما هو موضح في الانزلاق (الديناميكا الهوائية).

## المركبات الفضائية والأقمار الصناعية

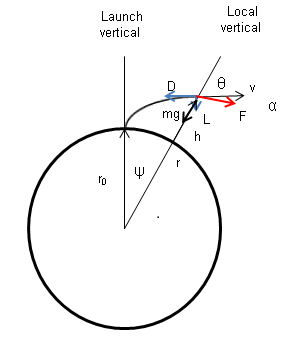
نواقل القوة الدافعة والديناميكية الهوائية والجاذبية التي تعمل على مركبة فضائية أثناء الإطلاق

تنقسم القوى المؤثرة على المركبات الفضائية إلى ثلاثة أنواع: القوة الدافعة (عادةً ما يتم توفيرها من خلال دفع محرك المركبة)؛ قوة الجاذبية التي تمارسها الأرض والأجرام السماوية الأخرى؛ والرفع الديناميكي الهوائي والسحب (عند الطيران في الغلاف الجوي للأرض أو جسم آخر، مثل المريخ أو الزهرة). يجب التحكم في موقف المركبة أثناء رحلة جوية تعمل بالطاقة بسبب تأثيرها على القوى الديناميكية الهوائية وقوى الدفع. هناك أسباب أخرى، لا علاقة لها بديناميكيات الطيران، للتحكم في موقف المركبة في رحلة غير تعمل بالطاقة (على سبيل المثال، التحكم الحراري، أو توليد الطاقة الشمسية، أو الاتصالات، أو المراقبة الفلكية).
تختلف ديناميكيات الطيران للمركبة الفضائية عن ديناميكيات الطائرات في أن القوى الديناميكية الهوائية ذات تأثير ضئيل جدًا أو ضئيل للغاية لمعظم رحلة المركبة، ولا يمكن استخدامها للتحكم في الموقف خلال ذلك الوقت. أيضًا، غالبًا ما يكون معظم وقت طيران المركبة الفضائية غير مزود بمحركات، مما يجعل الجاذبية هي القوة المهيمنة.